# Sent-Colomban-dus-Velârs
Sent-Colomban-dus-Velârs (en arpità Sent-Colomban-dus-Velârs, en francès Saint-Colomban-des-Villards) és un municipi francès situat al departament de la Savoia i a la regió d'Alvèrnia-Roine-Alps. L'any 2011 tenia 188 habitants.

## Demografia

### Població
El 2007 la població de fet de Sent-Colomban-dus-Velârs era de 182 persones. Hi havia 80 famílies de les quals 36 eren unipersonals (24 homes vivint sols i 12 dones vivint soles), 24 parelles sense fills, 16 parelles amb fills i 4 famílies monoparentals amb fills.
La població ha evolucionat segons el següent gràfic:
Habitants censats

### Habitatges
El 2007 hi havia 487 habitatges, 88 eren l'habitatge principal de la família, 387 eren segones residències i 12 estaven desocupats. 370 eren cases i 116 eren apartaments. Dels 88 habitatges principals, 63 estaven ocupats pels seus propietaris, 16 estaven llogats i ocupats pels llogaters i 9 estaven cedits a títol gratuït; 6 tenien una cambra, 12 en tenien dues, 21 en tenien tres, 28 en tenien quatre i 21 en tenien cinc o més. 42 habitatges disposaven pel capbaix d'una plaça de pàrquing. A 40 habitatges hi havia un automòbil i a 31 n'hi havia dos o més.

### Piràmide de població
La piràmide de població per edats i sexe el 2009 era:
| Homes | Edats   | Dones |
| ----- | ------- | ----- |
| 0     | 95 o +  | 0     |
| 0     | 90 a 94 | 4     |
| 0     | 85 a 89 | 4     |
| 0     | 80 a 84 | 0     |
| 4     | 75 a 79 | 12    |
| 12    | 70 a 74 | 8     |
| 8     | 65 a 69 | 16    |
| 0     | 60 a 64 | 0     |
| 8     | 55 a 59 | 8     |
| 12    | 50 a 54 | 8     |
| 0     | 45 a 49 | 8     |
| 4     | 40 a 44 | 0     |
| 0     | 35 a 39 | 0     |
| 20    | 30 a 34 | 8     |
| 16    | 25 a 29 | 0     |
| 4     | 20 a 24 | 4     |
| 4     | 15 a 19 | 4     |
| 4     | 10 a 14 | 4     |
| 4     | 5 a 9   | 0     |
| 8     | 0 a 4   | 0     |

## Economia
El 2007 la població en edat de treballar era de 106 persones, 71 eren actives i 35 eren inactives. De les 71 persones actives 70 estaven ocupades (44 homes i 26 dones) i 1 aturada (1 dona i 1 dona). De les 35 persones inactives 15 estaven jubilades, 6 estaven estudiant i 14 estaven classificades com a «altres inactius».

### Ingressos
El 2009 a Sent-Colomban-dus-Velârs hi havia 83 unitats fiscals que integraven 165 persones, la mediana anual d'ingressos fiscals per persona era de 15.558 €.

### Activitats econòmiques
Dels 25 establiments que hi havia el 2007, 1 era d'una empresa alimentària, 1 d'una empresa de fabricació d'altres productes industrials, 2 d'empreses de construcció, 1 d'una empresa de comerç i reparació d'automòbils, 1 d'una empresa de transport, 10 d'empreses d'hostatgeria i restauració, 1 d'una empresa immobiliària, 2 d'empreses de serveis i 6 d'entitats de l'administració pública.
Dels 5 establiments de servei als particulars que hi havia el 2009, 1 era un guixaire pintor, 1 fusteria i 3 restaurants.
L'únic establiment comercial que hi havia el 2009 era una fleca.
L'any 2000 a Sent-Colomban-dus-Velârs hi havia 13 explotacions agrícoles que ocupaven un total de 685 hectàrees.

## Equipaments sanitaris i escolars
El 2009 hi havia una escola elemental.

## Poblacions més properes
El següent diagrama mostra les poblacions més properes.